# Episodi de L'onore e il rispetto (prima stagione)
La prima stagione della serie televisiva L'onore e il rispetto, composta da 6 episodi, è stata trasmessa in prima visione su Canale 5 dal 5 settembre al 2 ottobre 2006.
| Episodio         | Prima TV          | Ascolti TV       |
| ---------------- | ----------------- | ---------------- |
| Primo episodio   | 5 settembre 2006  | 5.256.000 25,59% |
| Secondo episodio | 11 settembre 2006 | 5.148.000 24,46% |
| Terzo episodio   | 20 settembre 2006 | 5.473.000 27,35% |
| Quarto episodio  | 21 settembre 2006 | 6.299.000 25,13% |
| Quinto episodio  | 25 settembre 2006 | 5.656.000 21,78% |
| Sesto episodio   | 2 ottobre 2006    | 6.448.000 23,88% |

## Primo episodio
Mascalucia, Sicilia 1956. I Fortebracci sono riuniti attorno all'anziano e autoritario capofamiglia Rocco Fortebracci, onesto proprietario terriero. Pasquale Fortebracci, uomo perbene e di sani principi, cerca di convincere la moglie Ersilia, una donna sognatrice e progressista, ad andare al compleanno del padre Rocco, con il quale non è in buoni rapporti perché è un uomo all'antica. Ma proprio mentre Ersilia balla malvolentieri con Rocco, egli muore d'infarto. Ersilia convince Pasquale a vendere i terreni del defunto padre e, con il ricavato, partire per Torino, dove cominceranno una nuova vita, durante il boom economico. Viene organizzato il trasloco di tutta la famiglia a Torino, aiutati dal cugino di lei Nino Vitale, che li presenta subito a Pippo 'o Calabrese, ambiguo proprietario di un emporio e, all'insaputa di tutti, "Don" del quartiere della mafia siciliana. Pasquale ha una piccola somma da investire e si fida dei consigli di Nino, che con l'aiuto di Don Pippo aprirà un negozio di elettrodomestici. I soldi, però, non sono sufficienti: per questo si fa prestare denaro dallo stesso Don Pippo, tenendo il resto della famiglia all'oscuro di tutto. Nel frattempo, Ersilia è felice della nuova sistemazione al Nord e ha in mente grandi cose per i suoi figli. Antonio, detto Tonio, il primogenito donnaiolo dei Fortebracci, fa amicizia con i bulli del quartiere Michele Rapace, detto Micky, e Riccardo Milazzo, detto per il suo mestiere "Ricky il cantante", mentre il fratello di Tonio, Santi, più timido e più studioso, si getta sui libri per prendere il diploma. Entrambi subiscono il fascino di Olga Miglio, la bionda, settentrionale e altezzosa vicina di casa che lavora come indossatrice in un negozio del centro, la quale, però, sembra preferire Santi. Nel quartiere, dove ci sono tante persone emigrate meridionali, vive anche la bella, dolce e sensibile Melina, unica figlia di Don Pippo, e la sua migliore amica Nella, una ragazza bella ed emancipata originaria di Roma, in conflitto con la madre e il patrigno. Il negozio dei Fortebracci è pronto all'inaugurazione quando, nella notte, dei ladri sconosciuti trafugano la merce che Pasquale non aveva ancora assicurato. Don Pippo 'o Calabrese si rifiuta di dilazionare i pagamenti a lui dovuti e la famiglia Fortebracci è sul lastrico. Disperato per la leggerezza commessa e per aver privato i figli di ogni futuro, dopo essere stato anche minacciato da due sgherri di Don Pippo, Pasquale si impicca dopo aver bruciato le cambiali firmate a Bastianelli. A trovarne il corpo è Ersilia, che, sotto choc, impazzisce. Affranto, Tonio decide di vendicare la morte del padre. Scopre in breve una truffa, ordita da Don Pippo stesso con la complicità di Nino Vitale e rivela a Ricky e Micky il suo piano: privare Pippo 'o Calabrese dell'onore e del rispetto, le cose che gli sono più care, attraverso la figlia Melina. Inoltre, Fortebracci comincia a compiere piccoli furti con Ricky e Micky.

## Secondo episodio
Tonio seduce Melina, illudendola affinché lei gli si conceda fino a rimanere incinta. Ottenuto lo scopo, l'abbandona a se stessa vendicando il padre Pasquale, mentre don Pippo viene abbandonato da tutti perché la figlia è stata disonorata. Nel frattempo, Tonio, per togliersi dal lastrico ed avere un po’ di soldi facili, scala velocemente i gradini della carriera criminale, rapinando insieme a Micky e Ricky i camionisti e, per le loro azioni, saranno ribattezzati dalla polizia "la banda dei Tir". Infatti i tre decidono di mettersi in affari con don Rosario, il boss siciliano in contatti con il potente Don Calogero, che fa diventare Tonio suo braccio destro al posto di Pippo 'o Calabrese. Santi, invece, è partito per il servizio militare, durante il quale continua a studiare giurisprudenza e intrattiene un'affettuosa corrispondenza con Olga. Il ragazzo ne è sinceramente e genuinamente innamorato ed è ricambiato, e sogna di costruire una famiglia al suo ritorno. Olga però subisce le pressioni della madre, che vuole che la figlia sposi un uomo ricco e finisce così col cedere alla corte di Edoardo Sala, viziato rampollo del più ricco imprenditore di Torino. Edoardo promette ad Olga che la sposerà e lei lascia Santi, che reagisce con rabbia. Santi si consola con lo studio del diritto e con l'amicizia di Cesare Politi, figlio di un importante avvocato, che però non ha tanta voglia di studiare. Ersilia non è più in grado di badare a se stessa e Tonio la fa ricoverare in una prestigiosa clinica privata, ma è disperato nel rendersi conto che la madre non lo riconosce più. Pippo 'o Calabrese, desideroso di vendetta perché deriso ormai da tutto il quartiere, spara a Tonio durante l'inaugurazione del supermercato, aperto dal giovane Fortebracci in società con don Rosario, che ha preso il posto del suo emporio.

## Terzo episodio
Tonio viene portato in ospedale per via delle ferite da arma da fuoco e si salva mentre la vendetta di don Rosario si abbatte sull'ormai isolato Pippo 'o Calabrese, che viene picchiato da due gangster ed impiccato ad un albero in campagna, facendo credere che si sia suicidato per aver perso le cose a lui più care. Melina non ha perso la speranza che Tonio possa diventare un padre per sua figlia appena nata, anche perché lui non ha ucciso don Pippo, e per questo porta al suo capezzale la piccola Antonia con l'aiuto di Santi. Tonio reagisce malissimo e la scaccia e ora Melina è sola e disprezzata da tutti. Santi litiga violentemente col fratello e si offre di prendersi cura di lei dal momento che l'avvocato Politi, padre del suo amico Cesare, lo ha preso come praticante nel suo studio, ma la ragazza rifiuta. Intanto, Nella viene violentata dal patrigno, un farabutto dedito al gioco, e, dopo la violenza, lo ferisce con un coltello: viene arrestata e al processo viene tradita dalla madre, una donna debole ,che conferma la falsa testimonianza del marito stupratore. Nella viene condannata per tentato omicidio e in carcere scopre di essere incinta, cosa che la getta in una profonda depressione, rifiutando ogni contatto anche con Melina. Don Rosario regala un'automobile cabrio a Tonio e, nel bagagliaio, gli fa trovare Nino Vitale legato e, mentre l'uomo viene ucciso impiccato, rivela che anche don Rosario era d'accordo nella truffa contro Pasquale Fortebracci e che aveva la sua parte di guadagno. Don Rosario promette di rimediare in modo da fargli conoscere finalmente don Calogero Rocca. Don Rosario coinvolge Tonio, desideroso di vendetta contro di lui, nelle sue attività affidandogli la gestione di un night club. Una sera lì arriva anche Olga, il cui rapporto con Edoardo è al capolinea perché il promesso matrimonio sembra non voler arrivare mai. Tonio le fa capire che è ancora interessato a lei, ma Olga lo rifiuta. Santi sposa Melina e si laurea, mentre Ersilia fugge dalla clinica e muore per incidente, investita da un camion mentre attraversava la strada.

## Quarto episodio
I due fratelli Fortebracci si ritrovano sulla tomba di Ersilia e Santi presenta Melina a Tonio come sua moglie. Nella intanto partorisce in carcere e dà subito il bambino in adozione. Don Rosario conduce Tonio in Sicilia, al cospetto del potente don Calogero, dove l'anziano boss è conquistato dalla mentalità rampante del giovane Tonio. Insieme decidono di investire nel mercato immobiliare, suscitando le ire di don Rosario, che non è d'accordo e si sente messo in cattiva luce. Tonio cerca di corrompere il banchiere Cipriani, ma lui si rifiuta di fare affari con un terrone. Così Tonio lo ricatta con foto scandalistiche e lo convince ad aiutarlo nel mercato immobiliare. L'avvocato Politi affida una causa di bancarotta fraudolenta di Cipriani a Santi e lui la vince agevolmente arrestando Cipriani, ricavandone soddisfazione personale e professionale, ma qualcosa non va: il testimone-chiave è corrotto, Politi ne era al corrente e il processo era una farsa; Santi è furioso, minaccia denunce su Politi e abbandona tutto, tornando da Melina che approva la sua decisione e gli comunica di essere di nuovo incinta, del loro vero figlio Salvatore, che nasce e cresce insieme ad Antonia. Nella s'innamora della sua compagna di cella Maria, una ladra napoletana, con cui fa progetti per il futuro: lei esce prima, ma promette a Nella che l'aspetterà per realizzare i loro sogni. Olga affronta il padre di Edoardo, Saverio Sala, sulla questione del matrimonio. L'imprenditore, al termine di una cena, è talmente conquistato dal fascino di Olga da proporle di sposarlo e lei, naturalmente, accetta. Tonio viene a sapere dalla televisione del matrimonio dell'anno e prova una grande rabbia. Nella esce di prigione e ritrova Maria, con la quale inizia una nuova vita di piccoli furti ed espedienti sulla riviera romagnola, derubando ingenui turisti. Purtroppo Maria è  una farabutta e scappa all'estero con un bagnino. Nella si ritrova sola e disperata e fa ritorno a Torino, iniziando a prostituirsi per sopravvivere. Proprio per strada incontra Tonio che le offre di aiutarlo nei suoi loschi affari, dietro lauto compenso; le propone infatti di diventare tenutaria di una lussuosa villa a Desenzano del Garda in cui recluterà prostitute per intrattenere politici e uomini d'affari, filmando gli incontri ed usandoli per ricatti ed estorsioni. Nella accetta il lavoro. Tonio va sulla tomba di sua madre Ersilia e lì incontra Santi, che gli annuncia che è diventato un magistrato e che combatterà i criminali come lui.

## Quinto episodio
Nella usa il denaro guadagnato per pagare un detective privato affinché rintracci il bambino partorito da lei in carcere. Passano 8 anni e Santi intanto compie una retata all'interno del night club di don Rosario e scopre una bisca clandestina. Guardato con sospetto dai colleghi subito dopo quest'azione, Santi accetta la proposta del procuratore Giulio Donelli di entrare a far parte del pool antimafia da poco costituitosi per scoprire i legami tra le banche del nord Italia e la mafia siciliana. Tonio invece ottiene l'appalto per la costruzione di un ospedale dopo aver ricattato il senatore Galimberti, assiduo frequentatore della casa di appuntamenti gestita da Nella. La cosa fa andare su tutte le furie don Rosario mentre don Calogero ne rimane compiaciuto, ma dice a Tonio di non fare altri passi del genere senza avvertirli. Saverio Sala ed Olga organizzano un ricevimento, in cui è presente tutta la Torino che conta ed anche Ippolito Squisito, il direttore del Banco di Milano che coinvolge Sala in affari poco legali. È presente anche il senatore Galimberti, accompagnato da Tonio, con imbarazzo e fastidio di Olga. Nella ritrova il suo bambino, che è stato adottato da una ricca famiglia di Torino, e progetta la fuga: ruba dalla cassaforte della villa di Desenzano del Garda il prezioso filmino erotico che riguarda il senatore Galimberti e lo nasconde in una cassetta di sicurezza, affidandone la chiave a Melina, che non vede da anni, senza darle spiegazioni; Nella infatti vuole incastrare Tonio con la complicità di Micky, passato alle "dipendenze" di don Rosario, per poi fare rapire il suo bambino dal detective ed espatriare. Ma Nella, decide all'ultimo momento di non consegnare il filmino a Micky e lui la investe con la sua auto, uccidendola. Al suo funerale, Melina ascolta, non vista, un dialogo tra Tonio e Micky sul filmino scomparso e capisce di avere in mano qualcosa di scottante. Le indagini di Santi coinvolgono Saverio Sala, che viene arrestato perché ha accettato i soldi della mafia per rimettere in piedi la sua industria, sull'orlo del fallimento. Olga cerca di ottenere la scarcerazione del marito facendo leva sull'antico sentimento tra lei e Santi, ma lui ormai è un uomo di legge e non può prometterle nulla, se non convincere Sala a collaborare con la giustizia e in cambio ricevere protezione. Poco prima dell'interrogatorio cruciale, però, Saverio Sala viene aggredito e ucciso in carcere da Saruzzo, il killer di don Rosario e, in segreto, di don Calogero. Tonio, intanto, sa che Olga è rimasta sola e che i gangster l'hanno presa di mira, a causa delle attività del marito. Per proteggerla, annuncia a don Calogero che Olga diventerà sua moglie ed entrerà a far parte della famiglia mafiosa.

## Sesto episodio
Olga è infelice per via del matrimonio forzato e diventa alcolista, umiliando pubblicamente Tonio nel night club di Don Rosario. Tonio decide di punire Olga per l'offesa ma scopre che è incinta di lui. Ora è felicissimo e promette alla moglie che andranno a vivere in Svizzera sotto falso nome, in cambio che lei si disintossichi dall'alcool. Melina è costretta a vivere sola e sotto copertura in una villa di Perla, un borgo sul lago di Garda, con i figli che crescono lontani da Santi, che intanto ha fatto arrestare il banchiere Ippolito Squisito che, deciso a collaborare, si è salvato miracolosamente ad un attentato compiuto da un gruppo di gangster mentre veniva scortato al palazzo di giustizia. Tonio scopre casualmente con un accendino che Micky ha ucciso Nella ed è complice di Don Rosario per tradirlo. Furente, lo uccide. Quando torna a casa, Olga capisce tutto e fugge dalla loro villa. Il giorno dopo torna per prendere le sue cose e annuncia a Tonio di volerlo lasciare e che ha abortito, per non mettere al mondo un altro gangster. Tonio non se la sente di fermarla. Intanto Melina, in gita coi suoi figli, scopre che le cassette di sicurezza dell'ufficio postale di Desenzano del Garda hanno una chiave identica a quella che gli ha consegnato Nella in segreto. Scopre così il filmino pornografico riguardante il senatore Galimberti, divenuto di recente ministro di grazia e giustizia. Don Rosario invece si ritrova in auto il cadavere di Micky e, terrorizzato, chiama Don Calogero, minacciando di collaborare con la giustizia se non uccideranno Tonio. La cupola mafiosa convoca Tonio in Sicilia: l'ordine è di fermare il giudice Santi Fortebracci, che sta dando troppi problemi all'organizzazione. Don Rosario intanto viene giusto in tempo arrestato da Santi nella sua villa, mentre tentava la fuga su un'auto, che è esplosa appena uno dei suoi uomini era salito: è chiaro che Don Calogero voleva morto il boss perché si era messo contro Tonio, ma era riuscito ad uccidere solo uno dei suoi uomini. Don Calogero fa rapire la piccola Antonia Fortebracci per costringere il giudice a consegnarsi a loro e Melina, disperata, consegna a Santi il filmino del ministro Galimberti perché lo scambi con la vita della figlia. Il giudice, sotto consiglio di Melina, incontra dopo tanti anni il fratello Tonio ed insieme partono per la Sicilia. L'incontro con Don Calogero ed i suoi uomini avviene in una cava abbandonata di Sirenuse, una località siciliana, sotto la pioggia. Il boss rivela a Tonio che è stato lui a piazzare la bomba sotto l'auto di Don Rosario e che quel filmino non ha più valore perché Galimberti si è dimesso ed è diventato collaboratore di giustizia per via delle pressioni del procuratore Donelli, che aveva ricevuto da Santi alcuni pezzi della pellicola pornografica. Quindi don Calogero manda Saruzzo avanti per prendere Santi senza lo scambio. Sentendo, però, le urla della piccola Antonia nell'auto e le paure di Santi, Tonio sceglie la sua vera famiglia al posto di don Calogero. Infatti spara alla testa ed uccide Saruzzo, prende in ostaggio don Calogero alla gola costringendo i suoi sgherri a non sparare e manda Santi a prendere la bambina. Ma Calogero colpisce Tonio con un coltello nascosto nella giacca, così il giovane viene sparato ripetutamente dai picciotti e cade a terra. Tuttavia, riesce comunque a sparare ed uccidere Don Calogero ed alcuni sgherri, che cadono dal muro della cava e muoiono come il loro boss sotto una raffica di proiettili. Santi, portata Antonia al sicuro grazie a Tonio, afferra la pistola del fratello morente e lo vendica uccidendo gli ultimi picciotti rimasti. Ora non gli resta che dire a Tonio di volergli bene e piangere per lui. Tonio è riverso a terra e il corpo crivellato dai proiettili. Melina riabbraccia Antonia, piangente di gioia per lei, ma di dolore per il cognato. Olga apprende della morte di Tonio Fortebracci da un giornale, mentre torna a fare il suo lavoro ed ammira un panorama montano da una terrazza, accarezzandosi il ventre: è chiaro che non ha abortito.